# Kabinett Howard
Das maltesische Kabinett Howard wurde am 26. Oktober 1921 von Premierminister Joseph Howard von der Maltese Political Union (MPU) gebildet. Es war das erste Kabinett nach Einführung der Selbstverwaltung und befand sich bis zum 13. Oktober 1923 im Amt.

## Geschichte
Die nach Leopold Stennett Amery und Alfred Milner, 1. Viscount Milner benannte Amery-Milner Constitution führte 1921 das garantierte Selbstverwaltungsrecht Maltas ein.
Daraufhin wurde am 18. und 19. Oktober 1921 die ersten Wahlen durchgeführt, das eine übertragbare Einzelstimmgebung vorsah und lediglich auf männliche Wahlberechtigte beschränkt war. Es wurde eine 32-köpfige Legislativversammlung sowie ein 17-köpfiger Senat gewählt. Bei den Wahlen zur Legislativversammlung errang die Maltese Political Union (MPU) unter ihrem Vorsitzenden Joseph Howard 7.999 Stimmen (39,1 Prozent) und 14 Sitze. Die Constitutional Party (CON) von Gerald Strickland erzielt 5.183 Wählerstimmen (25,3 Prozent) sowie 7 Mandate. Die Labour Party (LP) unter William Savona kam auf 4.742 Stimmen (23,2 Prozent) und stellte ebenfalls 7 Abgeordnete. Schließlich konnte die Democratic Nationalist Party (DNP) von Enrico „Nerik“ Mizzi, die 2.465 Stimmen (12 Prozent) erhielt, mit 4 Abgeordneten in die Legislativversammlung einziehen.
Howard bildete daraufhin am 26. Oktober 1921 eine Regierung aus seiner MPU, ehe er im April 1922 eine Koalition mit der Labour Party Savonas einging. Diese Koalition endete jedoch bereits wieder im Januar 1923, nachdem die beiden Labour-Minister Savona und Dundon von ihren Ämtern zurücktraten. Am 13. Oktober 1923 legte Howard das Amt des Premierministers ab und wurde vom bisherigen Justizminister Francesco Buhagiar abgelöst, der daraufhin das Kabinett Buhagiar bildete.

## Minister
| Amt                                             | Name                                                  | Partei                                                       | Anmerkungen |
| ----------------------------------------------- | ----------------------------------------------------- | ------------------------------------------------------------ | --- |
| Premierminister und Finanzminister              | Joseph Howard                                         | Maltese Political Union                                      | |
| Justizminister                                  | Alfredo Caruana Gatto Francesco Buhagiar              | Maltese Political Union                                      | Caruana Gatto: Amtszeit Oktober 1921 bis Oktober 1922 Buhagiar: Amtszeit 13. Oktober 1922                                                                        |
| Bildungsminister                                | Monsignore Francesco Ferris Monsignore Enrico Dandria | Maltese Political Union                                      | Ferris: Amtszeit Oktober 1921 bis Juli 1923 Dandria: Amtszeit Juli bis Oktober 1923                                                                              |
| Minister für öffentliche Arbeiten               | Antonio Dalli Giovanni Adami                          | Maltese Political Union                                      | Dalli: Amtszeit Oktober 1921 bis Oktober 1923, zugleich von Januar bis Oktober 1923 Minister für Fischerei und Landwirtschaft Adami: Amtszeit Oktober 1923       |
| Minister für Industrie und Handel               | Ugo Pasquale Mifsud                                   | Maltese Political Union                                      | seit Januar 1923 zugleich Postminister |
| Minister für Post, Fischerei und Landwirtschaft | Ugo Pasquale Mifsud William Savona Antonio Dalli      | Maltese Political Union Labour Party Maltese Political Union | Mifsud: Amtszeit Oktober 1921 bis April 1922 Savona: Amtszeit April 1922 bis Januar 1923 Dalli: Amtszeit Januar 1923, zugleich Minister für öffentliche Arbeiten |
| Gesundheitsminister                             | Carm Mifsud Michael Dundon Carm Mifsud                | Maltese Political Union Labour Party Maltese Political Union | Mifsud: Amtszeit Oktober 1921 bis April 1922 Dundon: Amtszeit April 1922 bis Januar 1923 Mifsud: Amtszeit Januar 1923                                            |